# پارک ملی اسکولسکوگن

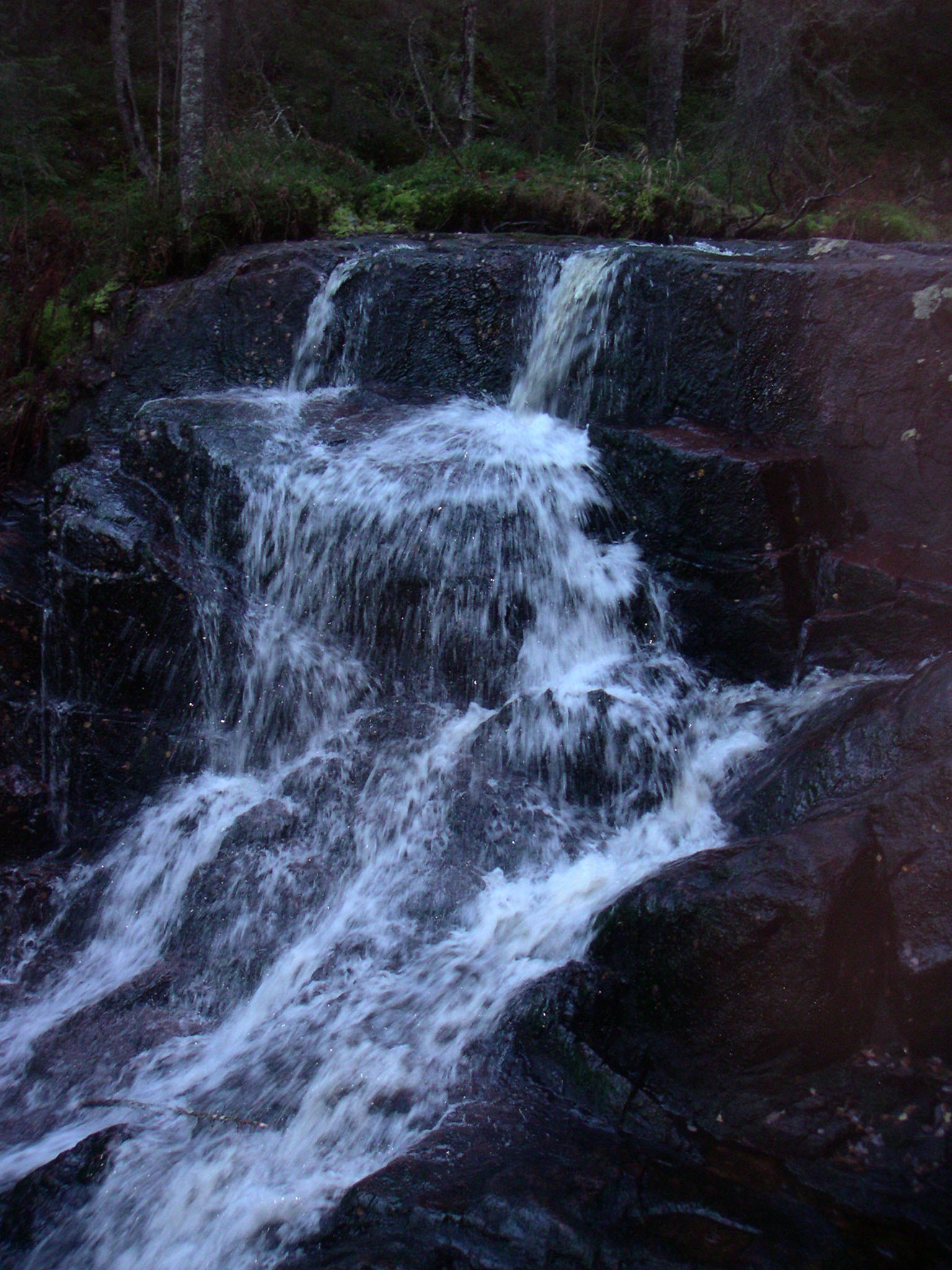

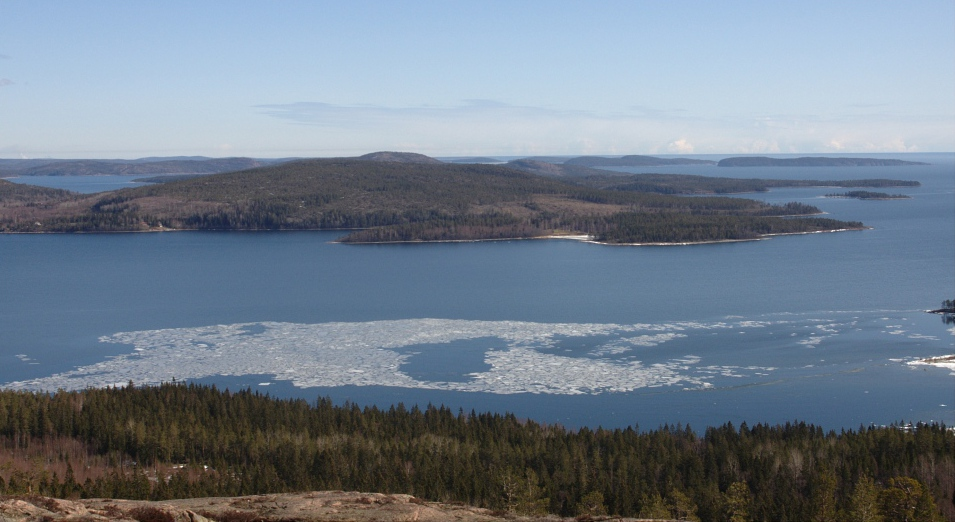

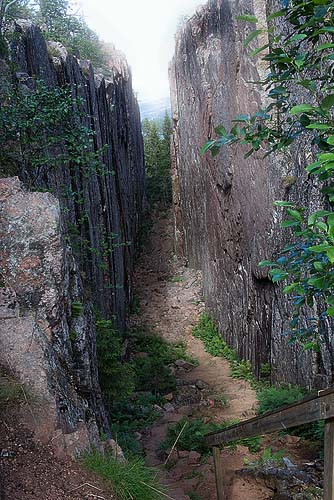

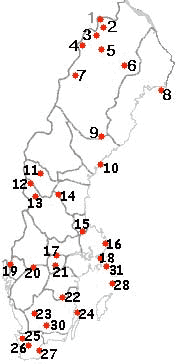

پارک ملی اسکولسکوگن پارک ملی است که در استان وسترنورلاند در شمال سوئد قرار دارد.این پارک با وسعت ۳۰،۶۲ کیلومتر مربع قسمت شرقی جنگل اسکولسگوگن را دربر می گیرد.این پارک ملی، توسط آژانس حفاظت زیست محیطی دولت سوئد (Naturvårdsverket) اداره می‌شود.

## نگارخانه

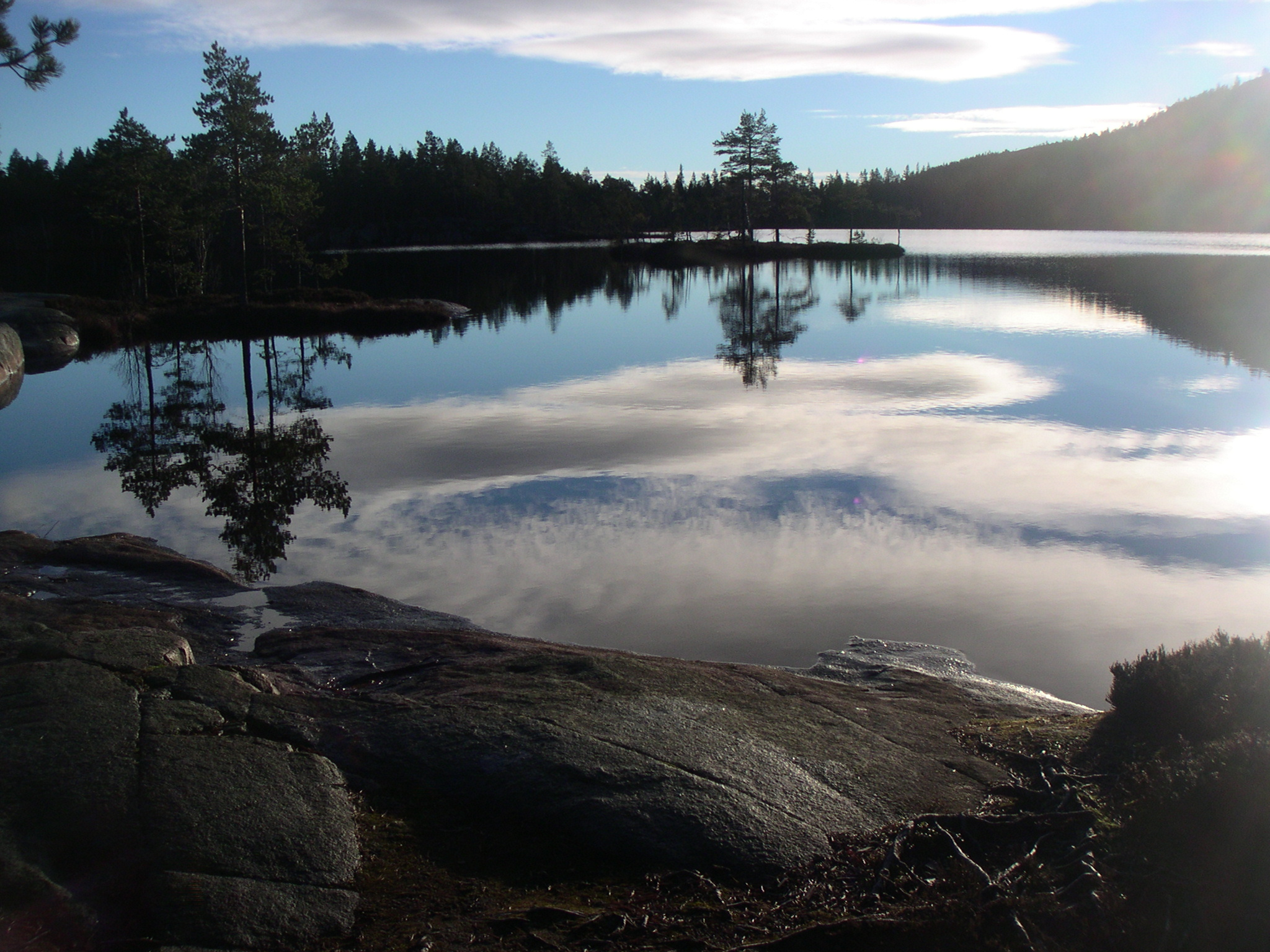